# Pieter Hartsen (1833-1913)
Pieter Hartsen (Amsterdam, 6 augustus 1833 - aldaar, 23 september 1913) was een koopman, assuradeur en statenlid van Noord-Holland.

## Levensloop
Hartsen, lid van de familie Hartsen, was een zoon van jhr. Pieter Hartsen (1789-1846), koopman en assuradeur, en Maria Hodshon (1792-1841). Hij was aanvankelijk lid van de firma Gebr. Hartsen, later directeur van de Nederlandse Handelmaatschappij. Hij trouwde in 1865 met Carolina Carina Janssens (1832-1896) met wie hij geen kinderen kreeg. Hij werd in 1841 lid van de Nederlandse adel. 
Hartsen werd in 1883 lid van Provinciale Staten van Noord-Holland wat hij tot 1907 zou blijven. Vanaf 1867 tot 1894 was hij lid van de Kamer van Koophandel en Fabrieken van Amsterdam, in 1870 vicevoorzitter en van 1871 tot 1875 voorzitter, net als zijn vader.